# Форфри
Форфри (фр. Forfry) је насељено место у Француској у региону Париски регион, у департману Сена и Марна.
По подацима из 2011. године у општини је живело 271 становника, а густина насељености је износила 46,72 становника/km².

## Демографија
| 1962. | 1968. | 1975. | 1982. | 1990. | 2011. |
| ----- | ----- | ----- | ----- | ----- | ----- |
| 159   | 143   | 134   | 86    | 93    | 271   |